# ʿAbd al-Qāhir al-Dschurdschānī
ʿAbd al-Qāhir al-Dschurdschānī († 1078) war ein persischer Grammatiker und Rhetor.
Al-Dschurdschānī wurde in der iranischen Stadt Gorgān geboren. Sein Leben ist weitgehend unbekannt.
Al-Dschurdschānī klassifiziert das Verb in seiner Sprachtheorie als ein Prädikat. Ein Verb kann allerdings selbst kein Prädikat erhalten. Er betrachtet einzig das Nomen eines Satzes als notwendig für das Verb, nicht aber das Objekt des Verbs. Das Nomen gilt als Bestandteil des Verbs. Ebenfalls differenziert er zwei Gruppen transitiver Verben, die einen befassen sich mit direkten physischen Auswirkungen (z. B. zerbrechen), die anderen sind Verben, die sich auf die innere Erfahrung beziehen (z. B. lieben). al-Dschurdschānī vertat die Auffassung, dass Sprache einen konventionellen Charakter aufweist und dass sprachliche Zeichen arbiträr sind, womit er Erkenntnisse Ferdinand de Saussures vorwegnahm.

## Werkausgaben
ʾAbū Bakr Abd al-Qāhir ibn ʿAbd al-Raḥmān ibn Muḥammad al-Jurjānī, al-Muqtaṣid fī šarḥ al-ʾĪḍāḥ. Ed. by Kāẓim al-Marjān. Baghdad: Wizārat al-Ṯaqāfa wa-l-ʾIʿlām, 1982.